# G. Di Prinzio
Giuseppe Di Prinzio (Ortona 1903 - Pescara 1998) foi um escultor e ceramista italiano.

## Biografia
O escultor e ceramista Giuseppe Di Prinzio nasceu em Ortona, na província de Chieti, em 1903.
Após uma infância difícil, nos primeiros anos do pós-guerra, ele freqüentou a Escola Técnica de Pescara, onde, estimulado pelo professor de desenho, tendo obtido a licença técnica, decidiu freqüentar a Academia de Belas Artes de Urbino.
Após uma pequena participação, Di Prinzio abandonou seus estudos e, em 1923, começou a trabalhar no estúdio de Tommaso Cascella, onde abordou cerâmica e fez amizade com Emilio Polci.
Após alguns anos de experiência na fabricação "Bozzelli", em 1936, ele abriu seu próprio laboratório, a fabricação "Prinzio Ceramiche" em Pescara, onde produziu uma produção de majólica de arte, esculturas, placas de parede e painéis decorativos de inspiração modernista, executada em majólica vidrada e em peças únicas.
No mesmo ano, esteve presente no III ° Sindacale Abruzzese.
Chamado de armas no início da Segunda Guerra Mundial, ele não abandonou sua atividade artística e, em 1942, uma de sua terracota foi comprada pelo príncipe do Piemonte.
Em 1951, a convite de Giò Ponti, ele participou da Trienal de Milão, onde expôs algumas cerâmicas e, em 1952, participou da Exposição de Arte Sacra Angelicum, realizada primeiro em Milão e depois em San Paolo, no Brasil.
Em 1953, ele foi premiado em L'Aquila, na E.N.A.P.I. e em 1955 ele exibiu algumas de suas obras, em um coletivo de ceramistas italianos em Frankfurt, Alemanha.
Nos anos seguintes, inúmeras obras de mobiliário urbano foram encomendadas pelo município de Pescara e outros municípios italianos.
Em meados da década de 1950, ele era professor de figuras e adornado na Escola de Artes Misticoni em Pescara.
Os anos sessenta viram Di Prinzio menos interessado no figurativo e mais abstrato, especialmente nas decorações de cerâmica e nos anos setenta o viram particularmente envolvido em esculturas de bronze, mármore e gesso e na criação de medalhas e jóias
Ele trabalha até a idade avançada também realizando esculturas em prata e bronze, além de produzir algumas gravuras interessantes.
Ele morreu em Pescara em 1998.